# E buonanotte - Storia del ragazzo senza sonno
E buonanotte - Storia del ragazzo senza sonno è un film del 2022 diretto da Massimo Cappelli.

## Trama
Luca è un ragazzo sui 20 anni, orfano di madre da quando ne aveva 11. Il padre Giacomo vive per il lavoro. Luca invece vive per il divertimento: discoteche, social, serie tv, videogame, scommesse. D’altronde non è colpa sua. Il punto è che non ha mai abbastanza tempo per fare altro. Non ha tempo per suonare il piano, né per studiare, né per dare una mano al padre. Ce ne vorrebbe di più di tempo e Luca avrebbe anche la soluzione. Il sonno ci porta via un terzo della nostra vita. Basterebbe non dormire. E quando Luca finalmente riesce nel suo intento, la vita per lui diventa un’eterna giornata in cui finalmente può… continuare a vivere esattamente come prima. Ma alla massima potenza. Purtroppo alla lunga, anche una vita di solo divertimento annoia. Luca allora si pone un ambizioso obiettivo. Riuscire a far innamorare di sé Roberta, sua fidanzatina alle elementari. In fondo non è difficile: basta impegnarsi in ciò in cui lei crede e il tempo per farlo di certo ora non gli manca. Così Luca la accompagna nella comunità in cui lei fa volontariato e finge di mostrare interesse per le persone che vivono nella struttura. Le vere intenzioni di Luca però verranno a galla e solo un profondo e autentico cambiamento gli consentirà di diventare una persona diversa. E di farlo tornare finalmente a dormire.

## Distribuzione
Il film è stato distribuito nelle sale cinematografiche italiane dal 21 aprile 2022.